# 수쉬역
수쉬역(Susch)은 스위스 그라우뷘덴주의 체르네츠 지자체에 있는 기차역이다. 래티셰 철도의 1,000mm의 미터궤 베버-스쿠올-타라스프선과 페라이나선 교차점에 위치한다. 이 회선에서 시간별 서비스가 운영된다.

## 운행편
다음 서비스는 수쉬에서 정차한다.
- 레기오익스프레스 : 란트콰르트와 생모리츠 사이를 매시간 운행
- 레기오 : 스쿠올-타라스프와 폰트레시나 사이를 매시간 운행